# Key Largo (Floride)
Pour les articles homonymes, voir Key Largo.
Key Largo est une île des Keys située au sud de la péninsule de Floride. La partie occidentale est située dans le golfe du Mexique, l'est de l'île se trouvant dans l'océan Atlantique. Tout comme les autres keys, l'île dépend de l'État américain de Floride.

## Géographie
Key Largo est l'île la plus étendue des Keys : elle mesure 50 km sur 3 km. La région est protégée par le John Pennkamp Coral Reef State Park. Le parc sous-marin possède près de 600 espèces de poissons et 40 de coraux. Aujourd'hui, quelque 500 crocodiles, soit la plus grande concentration de ces reptiles en Amérique du Nord, vivent dans cette réserve de 2 706 ha, formée de lagunes de mangrove et de jungles.

## Histoire

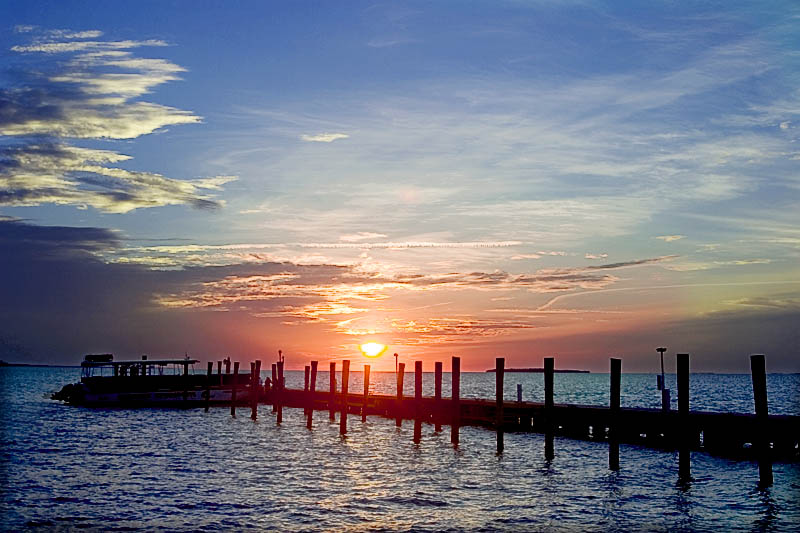
Coucher de soleil hivernal à Key Largo

Key Largo accueillit ses premiers habitants au début du XIXe siècle ; il s'agissait alors de pirates qui volaient les cargaisons de navires échoués sur les récifs au large de la côte. Lorsque le gouvernement ouvrit la région à la colonisation dans les années 1870, des pionniers s'y établirent afin d'exploiter des cultures d'ananas et de noix de coco. En 1906, quand le célèbre chemin de fer de Henry Flager arriva à Key Largo, plusieurs petites bourgades telles que Rock Harbor existaient déjà. Les fermiers, convaincus que le train amélioreraient leurs accès aux marchés extérieurs, avaient attendu son arrivée avec grande impatience. La réalité, cependant, fut tout autre puisque Key West supplanta l'industrie d'exportation agricole de Rock Harbor et de Planter (aujourd'hui Tavernier). Les deux communautés devaient éventuellement dépérir sous l'effet combiné de la concurrence commerciale, de l'épuisement du sol et des dommages causés par l'ouragan de 1935. Durant la Prohibition des années 1920, les tavernes de Key Largo, qui vendaient ouvertement de l'alcool, attirèrent des foules de visiteurs assoiffés venus du continent en ferry.
Malgré la construction de la route US-1, dont les travaux s'achevèrent en 1938, il fallut attendre la fin de la Seconde Guerre mondiale pour voir sur l'île, les premiers signes d'un véritable développement immobilier. Dans les années 1950, 49 lotissements y furent aménagés. Spéculateurs et promoteurs acquirent 607 ha de terres autour de Rock Harbor, projetant d'y fonder une communauté de 100 000 habitants. Soucieux de sauver Key Largo d'un développement immobilier abusif, l'organisme de protection de la faune du Nature Conservancy et du Fish and Wildlife Service réussit en 1979, à acheter des terres de manière à créer le Refuge faunique national de Crocodile Lake.

## Démographie
| 1970  | 1980  | 1990   | 2000   | 2010   | - |
| ----- | ----- | ------ | ------ | ------ | - |
| 2 866 | 7 447 | 11 336 | 12 971 | 10 433 | - |